# (3265) Fletcher
(3265) Fletcher est un astéroïde de la ceinture principale découvert le 9 novembre 1953 par l'astronome allemand Karl Wilhelm Reinmuth. Le lieu de découverte est Heidelberg (024). Sa désignation provisoire était 1953 VN2.